# Txoko
Txoko es una palabra vasca que significa «rincón» o «sitio pequeño». Se le da este nombre a los locales o sedes de sociedades gastronómicas, que pueden ser también recreativas o deportivas, creadas en el País Vasco (España) y presentes también en Navarra , La Rioja (España), y en el País Vasco francés (Francia). En algunos lugares del País Vasco, como en Álava y Guipúzcoa, se les conoce también con el nombre de «sociedades». 
Estas sociedades están compuestas por socios que muchas veces pertenecen a una misma cuadrilla, y se utilizan para realizar cenas y comidas, bien entre los socios, bien entre un socio y sus invitados. La característica principal es que el que cocina lo hace gratuitamente, mientras que los productos son aportados por los demás participantes en el evento, a excepción de los básicos de uso común que suelen provenir de la propia despensa de la sociedad. Una vez realizado el evento se hacen las cuentas correspondientes, dejando la documentación y el dinero en un buzón que se ubica en el recinto de la sociedad.
Normalmente se paga una cuota que sirve para solventar los gastos comunes y luego cada socio paga el gasto que él realiza. Los socios suelen ser hombres; hasta fechas recientes las mujeres tenían prohibido el paso a las sociedades (todavía queda alguna en las que no pueden entrar). De todas formas, es común que no puedan entrar en la cocina.

## Características

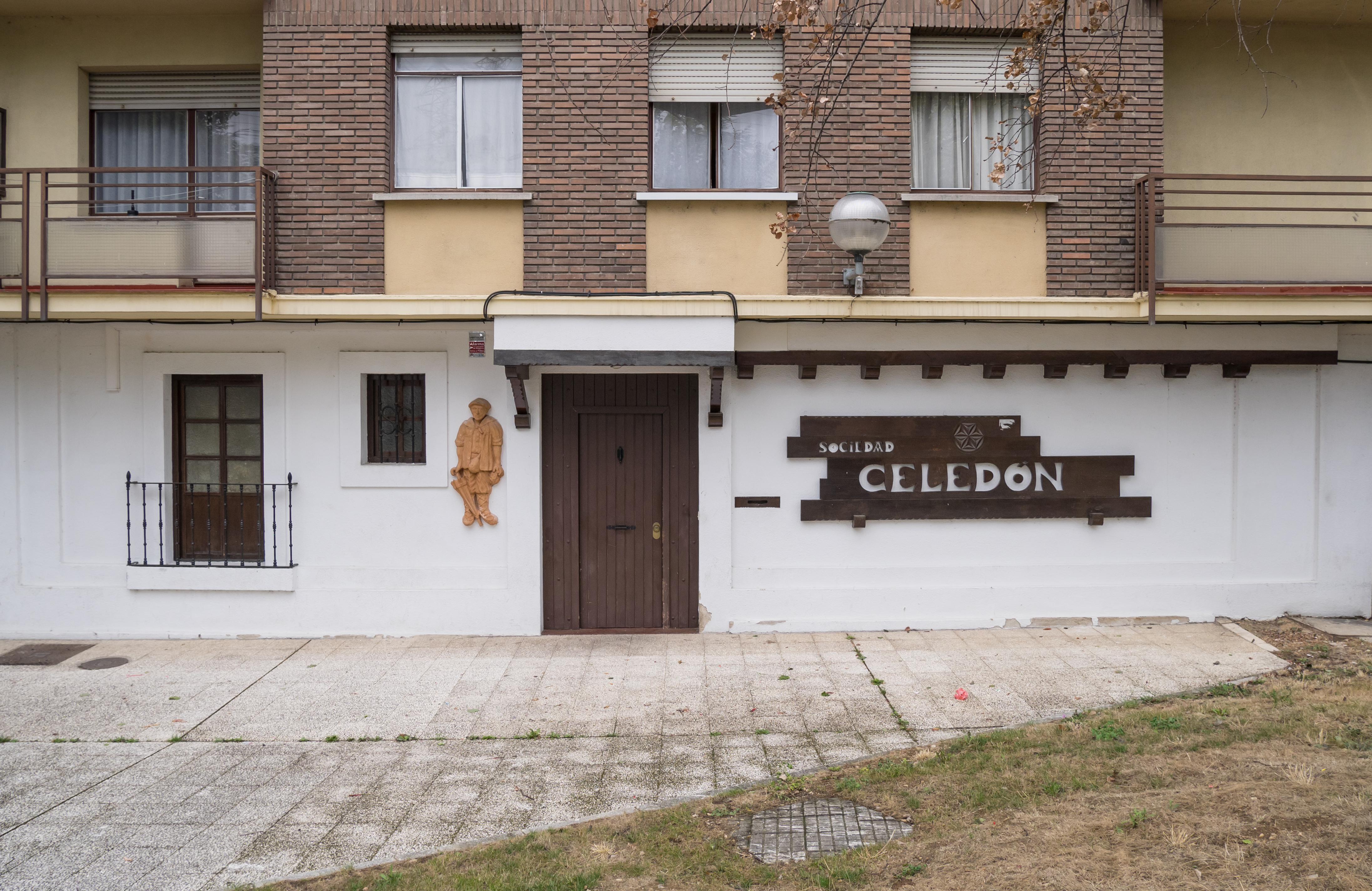
Sede de una sociedad gastronómica en Vitoria

Una característica básica de los txokos es que son los propios socios los que cocinan. Se realiza desde la compra en el mercado, o se obtiene la materia prima de alguna otra forma: caza, pesca, recolección... hasta la recogida final de los utensilios utilizados (algunas veces hay un servicio de limpieza). Como se puede suponer, la parte más importante de cualquier txoko es la cocina.
Es muy común que después de la comida, o mientras se come, se cante en grupo. La afición que existe en el País Vasco a cantar juntos es muy grande, de tal forma que es muy habitual encontrar cuadrillas de todas las  edades que cantan en las sobremesas y en las propias comidas, o cuando van de bares.

## Explicación sociológica
La sociedad vasca es matriarcal. En la casa, en el caserío, o en las casas de los arrantzales (pescadores), la que lleva el peso de la rutina diaria es la mujer. El hombre, aun siendo el cabeza de familia y figurando socialmente como tal, asume un papel pasivo en la organización de las tareas del hogar, incluso en los caseríos donde la producción ganadera y agrícola es importante. Según cuentan, los txokos -las sociedades- servían para que los hombres se pudieran "escapar" de la casa y del control de la mujer; de ahí la prohibición de entrada a estas. Esto ya no es así en la mayor parte de las sociedades; el acceso de la mujer al trabajo fuera del hogar y su cualificación, junto con una educación destinada a la igualdad entre sexos, ha hecho que en la actualidad sean muy pocas las sociedades en las que, manteniéndose la forma tradicional, sólo se admitan comensales varones.

## Otros txokos
En algunas casas grandes suelen destinar un sitio, normalmente un sótano o semisótano, a realizar reuniones con los amigos. Ese lugar suele tener una cocina y una amplia mesa, y se designa, por analogía, txoko. Existe también una variedad de estas sociedades denominadas "peñas" y participan activamente en la organización de las  fiestas. Son habituales en Navarra y las más famosas son las de Pamplona, que se conocen como peñas sanfermineras. En Estella, dichas peñas son normalmente conocidas por el nombre de "txabiskes", y su principal actividad es durante las fiestas patronales. La costumbre de que los socios suelan ser hombres no sucede hoy en día en el caso de las peñas. Esta tradición se ha ido extendiendo geográficamente por otras comunidades españolas, como la catalana, donde se encuentra la conocida sociedad gastronómica Los 7 magníficos, en Castelldefels. Y también el txoko "Ardotegui-2-", en la Riera de Gaià (Tarragona) y que fue fundado en 1974.